# Акумулятор холоду

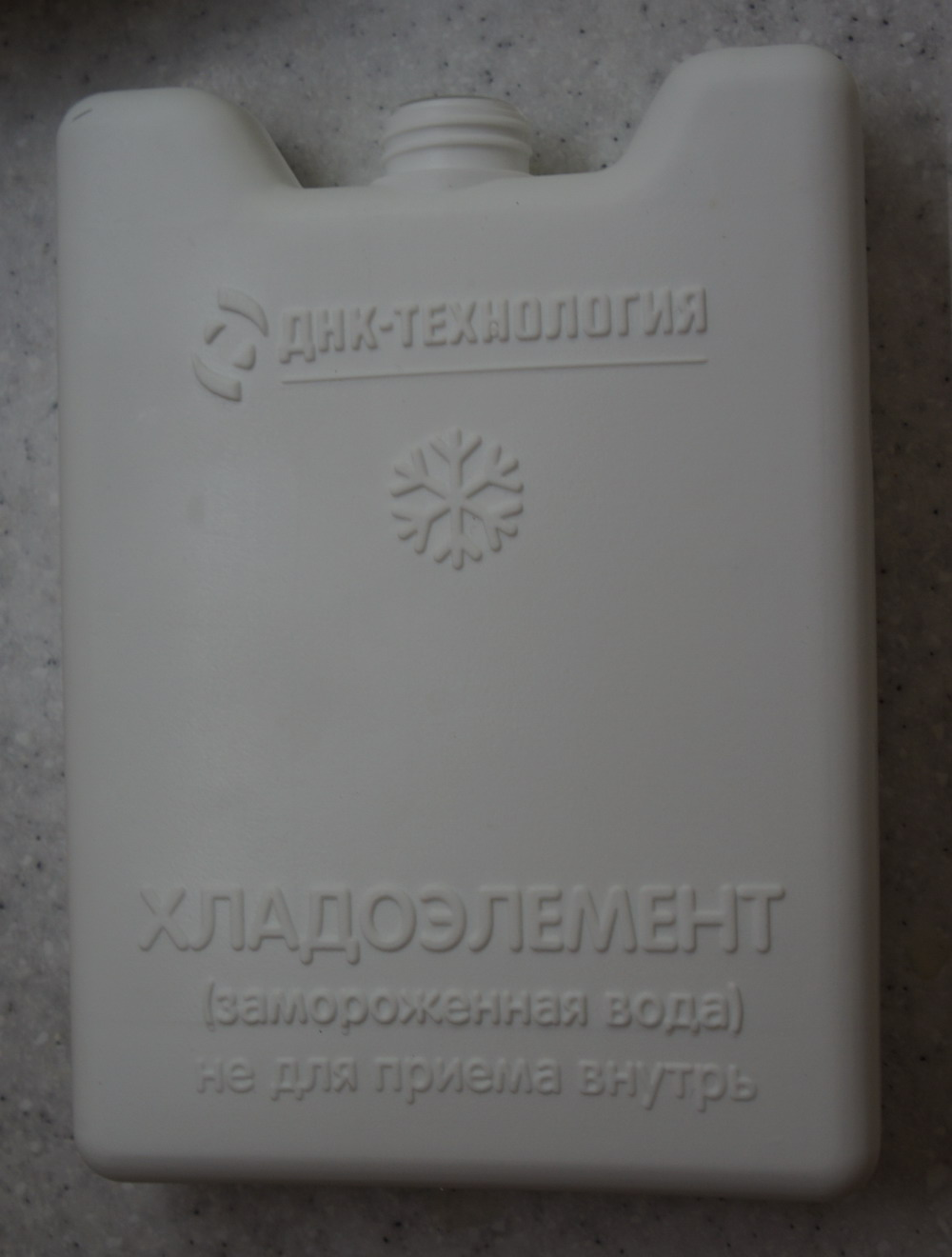
Акумулятор холоду на основі дистильованої води у пластиковому контейнері

Акумуля́тор хо́лоду — охолоджувальний пристрій у вигляді герметичного контейнера, заповненого речовиною з великою теплоємністю.
Акумулятори холоду застосовуються як основні охолоджувальні елементи в холодильних сумках (термосумках), ізотермічних контейнерах (термобоксах), автомобільних та побутових холодильниках.
Найбільше застосування знайшли такі типи акумуляторів холоду: водний, гелевий, водо-солевий та силіконовий. Розрізняються вони за видами наповнювача.
- Акумулятор холоду на основі дистильованої води.
- Гелевий охолоджувач виготовлений із щільної плівки зі спеціальним гелем всередині. Він може як підтримувати знижену температуру, так і зберігати підвищену.
- Водо-солевий акумулятор — це пластикова ємність з сольовим розчином, підтримує температуру в межах від -20 до +8 °C. Функції активної речовини у водо-солевих акумуляторах виконує зазвичай 2%-ний водний розчин Na-карбоксиметилцелюлози.
- Силіконовий охолоджувач — це пакет з міцної пластикової плівки з наповнювачем, до складу якого входить силікон. Такий акумулятор підтримує температуру 0…2 °°C, але протягом тривалого (до 7 днів) періоду. У цьому й полягає його перевага перед згаданими вище типами охолоджувачів.

Перед застосуванням акумулятор холоду поміщають у морозильну камеру, де речовина охолоджується до потрібної температури (до замерзання рідини).
При використанні в побутових холодильниках акумулятори холоду стабілізують температуру в камері (завдяки чому холодильний компресор вмикається і вимикається рідше), збільшують час безпечного зберігання продуктів при відключенні електроенергії, підвищують потужність заморожування в морозильних камерах.
Акумулятори холоду, використовуються при транспортуванні й зберіганні вакцин, медичних препаратів, біологічних тканин (наприклад, крові) і пропонуються для декількох рівнів температур. Найпопулярніші мають такі температури замерзання:
- −23 °C,
- −7 °C,
- +5 °C.

Зокрема, для доставки лабораторних реагентів використовуються холодильники з акумуляторами холоду на основі дистильованої води.
Зазвичай для побутових потреб рекомендують, щоб маса акумуляторів холоду була з розрахунку близько 600 г на 10 літрів об'єму сумки чи боксу.